# Kleť-Observatorium

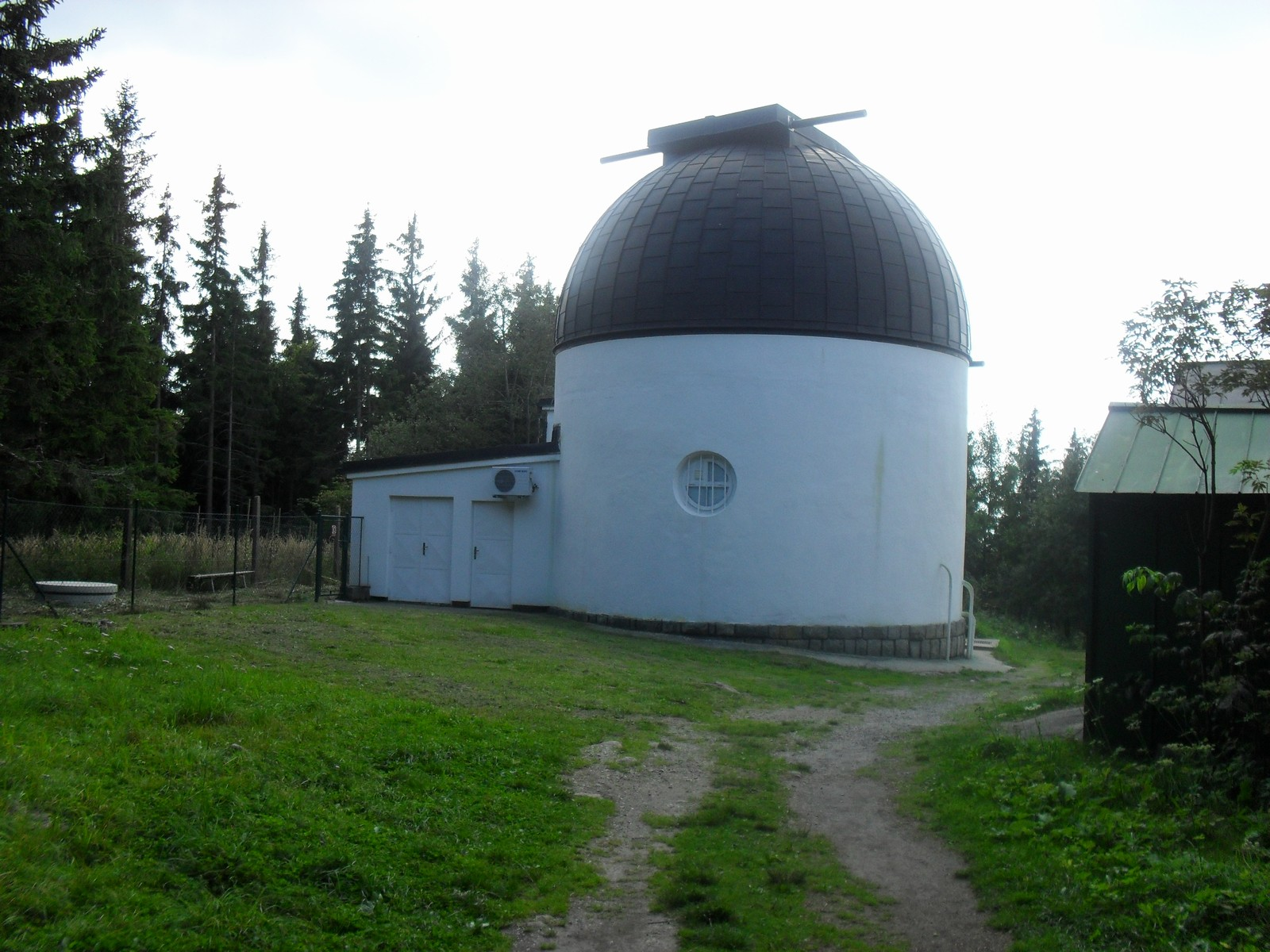
Kleť-Observatorium

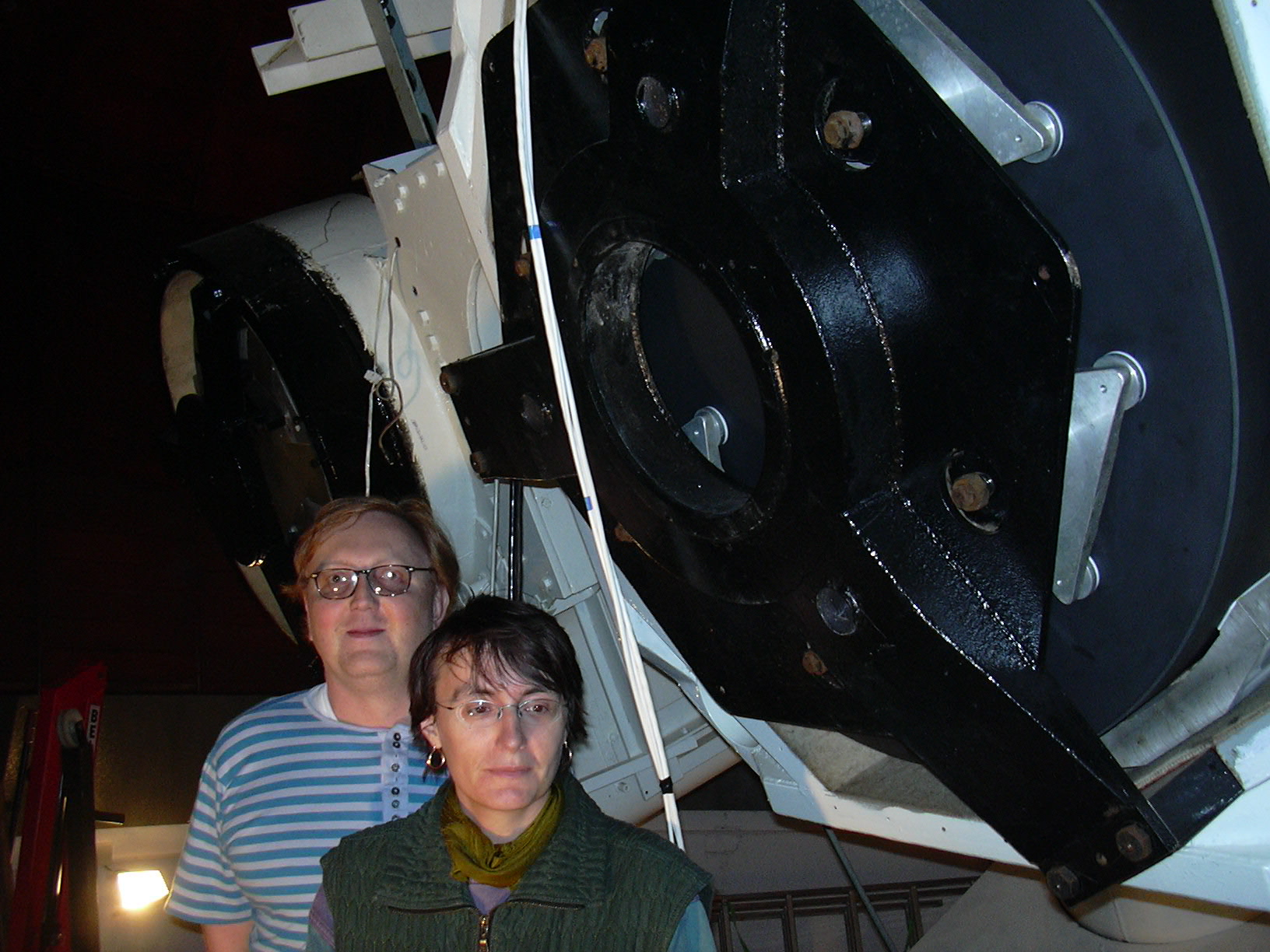
Jana Tichá und Miloš Tichý im Observatorium

Das Kleť-Observatorium (Hvězdárna Kleť) ist eine Sternwarte in Tschechien.

## Lage
Das Observatorium liegt in Südböhmen auf dem Kleť in der Nähe der Stadt Český Krumlov in einer Höhe von 1070 m, damit ist es das höchstgelegene Observatorium Böhmens. Es wurde von 1958 bis 1961 von Sternfreunden in Eigenleistung errichtet und besitzt das größte Linsenfernrohr innerhalb von Tschechien.

## Besonderheiten
Der Astronom Antonín Mrkos arbeitete dort von 1966 bis 1991.
Am 29. September 1986 entdeckte Zdeňka Vávrová dort den Asteroiden (4124) Herriot. Auch Ladislav Brožek entdeckte dort einige Asteroiden.
Derzeit arbeiten die Astronomen Jana Tichá und Miloš Tichý am Observatorium.
Der Asteroid (2199) Klet wurde sowohl nach dem Observatorium als auch nach dem Berg benannt.